# International Journal of Computer Vision
International Journal of Computer Vision ist eine Fachzeitschrift im Bereich der Informatik. Der Verlag ist Springer Netherlands in der Verlagsgruppe Springer Science+Business Media. Zu den Schwerpunkten zählen Mustererkennung und künstliche Intelligenz. Pro Monat erscheinen ein bis zwei Ausgaben.